# Piranhas (kommun i Brasilien, Goiás, lat -16,39, long -51,82)
Piranhas är en kommun i Brasilien.   Den ligger i delstaten Goiás, i den centrala delen av landet, 400 km väster om huvudstaden Brasília. Antalet invånare är 11 268.
Följande samhällen finns i Piranhas:
- Piranhas

Omgivningarna runt Piranhas är huvudsakligen savann. Runt Piranhas är det mycket glesbefolkat, med 5 invånare per kvadratkilometer.